# Balade Meurtrière
Pour les articles homonymes, voir Balade.
Pour plus de détails, voir Fiche technique et Distribution.
Balade Meurtrière (Coming Home in the Dark) est un film néo-zélandais réalisé par James Ashcroft et sorti en 2021.

## Fiche technique
Sauf indication contraire, les informations mentionnées dans cette section peuvent être confirmées par la base de données cinématographiques IMDb,  présente dans la section « Liens externes ».
- Titre original :  Coming Home in the Park
- Titre français : Balade Meurtrière
- Réalisation : James Ashcroft
- Scénario :
- Direction artistique :
- Costumes :
- Montage :
- Musique :
- Production :
- Sociétés de production :
- Société de distribution :
- Pays d'origine : Nouvelle-Zélande
- Langue originale : anglais
- Format :
- Genres : thriller
- Durée : 93 minutes
- Date de sortie :
  - Nouvelle-Zélande : 2021

## Distribution
- Daniel Gillies (VFB : Philippe Allard) : Mandrake
- Erik Thomson (en) (VFB : Jean-Michel Vovk) : Hoaggie
- Miriama McDowell (en) (VFB : Maia Baran) : Jill
- Billy Paratene (VFB : Thibaut Delmotte) : Maika
- Matthias Luafutu : Tubs
- Kaira O'Donnell (VFB : Thibaut Delmotte) : Jess